# Frédéric Ier (duc d'Autriche)
Pour les articles homonymes, voir Frédéric Ier.
Frédéric Ier dit le Catholique (en allemand : der Katholische), né vers 1175 et mort le 16 avril 1198, est un prince de la maison de Babenberg, le fils aîné du duc Léopold V d'Autriche et d'Hélène de Hongrie. Il fut duc d'Autriche de 1195 jusqu'à sa mort.
Il succède à son père en 1195 et devient souverain du duché d'Autriche, lorsque son frère cadet Léopold VI devint duc de Styrie. Frédéric a concentré ses efforts sur l'achèvement de la forteresse de Wiener Neustadt. Il participe à la croisade de 1197, lancée par l'empereur Henri VI, et meurt en revenant de Palestine. Il est enterré à l'abbaye de Heiligenkreuz.
Après sa mort, son frère Léopold devient également duc d'Autriche et réunit sur sa tête le patrimoine des Babenberg.

## Note
- Notices d'autorité :   - VIAF
  - GND

1. ↑  Le père de Frédéric Ier, Léopold V, est en réalité mort le 31 décembre 1194, et son fils lui a succédé le même jour. L'année de son accession au trône est donc 1194, mais on peut considérer, étant donné la date du décès de Léopold V, que le règne de Frédéric a réellement commencé en 1195.